# Regierung Lynch III
Die Regierung Lynch III war die 15. Regierung der Republik Irland, sie amtierte vom 5. Juli 1977 bis zum 11. Dezember 1979.
Nach vier Jahren in der Opposition gewann Fianna Fáil (FF) bei der Parlamentswahl am 16. Juni 1977 wieder die absolute Mehrheit und stellte 84 von 148 Abgeordneten. Jack Lynch, bereits von 1966 bis 1973 Taoiseach (Ministerpräsident), wurde am 5. Juli 1977 mit 82 gegen 61 Stimmen vom Dáil Éireann (Unterhaus des irischen Parlaments) zum Regierungschef gewählt. Am 11. Dezember 1979 trat Jack Lynch zurück, sein Nachfolger wurde der Minister für Gesundheit und Soziales, Charles Haughey.

## Zusammensetzung
| Minister | Minister              | Minister | Minister           | Minister | Minister           |
| Amt | Name                  | Partei   | Amtszeit           | Amtszeit | Amtszeit           |
| --- | --------------------- | -------- | ------------------ | -------- | ------------------ |
| Taoiseach (Ministerpräsident) | Jack Lynch            | FF       | 5. Juli 1977       | –        | 11. Dezember 1979  |
| Tánaiste (Vizeministerpräsident)                                                                                                   | George Colley         | FF       | 5. Juli 1977       | –        | 11. Dezember 1979  |
| Finanzminister | George Colley         | FF       | 5. Juli 1977       | –        | 11. Dezember 1979  |
| Minister für den öffentlichen Dienst                                                                                               | George Colley         | FF       | 5. Juli 1977       | –        | 11. Dezember 1979  |
| Gesundheitsminister | Charles Haughey       | FF       | 5. Juli 1977       | –        | 11. Dezember 1979  |
| Sozialminister | Charles Haughey       | FF       | 5. Juli 1977       | –        | 11. Dezember 1979  |
| Minister für Fischerei | Brian Lenihan         | FF       | 5. Juli 1977       | –        | 15. Juli 1978      |
| Minister für Fischerei und Forsten                                                                                                 | Brian Lenihan         | FF       | 15. Juli 1978      | –        | 11. Dezember 1979  |
| Minister für Post und Telegraphie                                                                                                  | Pádraig Faulkner      | FF       | 5. Juli 1977       | –        | 11. Dezember 1979  |
| Minister für Verkehr und Energie                                                                                                   | Pádraig Faulkner      | FF       | 5. Juli 1977       | –        | 23. September 1977 |
| Minister für Tourismus und Verkehr                                                                                                 | Pádraig Faulkner      | FF       | 23. September 1977 | –        | 11. Dezember 1979  |
| Landwirtschaftsminister | James Gibbons         | FF       | 5. Juli 1977       | –        | 11. Dezember 1979  |
| Minister für Industrie und Handel                                                                                                  | Desmond O’Malley      | FF       | 5. Juli 1977       | –        | 23. September 1977 |
| Minister für Industrie, Handel und Energie                                                                                         | Desmond O’Malley      | FF       | 23. September 1977 | –        | 11. Dezember 1979  |
| Verteidigungsminister | Robert Molloy         | FF       | 5. Juli 1977       | –        | 11. Dezember 1979  |
| Justizminister | Gerard Collins        | FF       | 5. Juli 1977       | –        | 11. Dezember 1979  |
| Außenminister | Michael O’Kennedy     | FF       | 5. Juli 1977       | –        | 11. Dezember 1979  |
| Minister für lokale Verwaltung | Sylvester Barrett     | FF       | 5. Juli 1977       | –        | 16. August 1977    |
| Umweltminister | Sylvester Barrett     | FF       | 16. August 1977    | –        | 11. Dezember 1979  |
| Arbeitsminister | Gene FitzGerald       | FF       | 16. August 1977    | –        | 11. Dezember 1979  |
| Minister für die Gaeltacht | Denis Gallagher       | FF       | 16. August 1977    | –        | 11. Dezember 1979  |
| Bildungsminister | John P. Wilson        | FF       | 16. August 1977    | –        | 11. Dezember 1979  |
| Minister ohne Portfolio | Martin O’Donoghue     | FF       | 16. August 1977    | –        | 13. Dezember 1977  |
| Minister für Wirtschaftsplanung und Entwicklung                                                                                    | Martin O’Donoghue     | FF       | 13. Dezember 1977  | –        | 11. Dezember 1979  |
| Parlamentarische Sekretäre und Staatsminister                                                                                      |                       |          |                    |          |                    |
| Amt | Name                  | Partei   | Amtszeit           | Amtszeit | Amtszeit           |
| Parlamentarischer Sekretär beim Taoiseach Parlamentarischer Sekretär beim Verteidigungsminister                                    | Patrick Lalor         | FF       | 8. Juli 1977       | –        | 01. Januar 1978    |
| Staatsminister beim Taoiseach und Staatsminister im Verteidigungsministerium                                                       | Patrick Lalor         | FF       | 1. Januar 1978     | –        | 01. Juli 1979      |
| Staatsminister beim Taoiseach und Staatsminister im Verteidigungsministerium                                                       | Michael Woods         | FF       | 1. Juli 1979       | –        | 11. Dezember 1979  |
| Parlamentarischer Sekretär beim Außenminister                                                                                      | David Andrews         | FF       | 8. Juli 1977       | –        | 01. Januar 1978    |
| Staatsminister im Außenministerium                                                                                                 | David Andrews         | FF       | 1. Januar 1978     | –        | 11. Dezember 1979  |
| Staatsminister im Justizministerium                                                                                                | David Andrews         | FF       | 1. Januar 1979     | –        | 11. Dezember 1979  |
| Parlamentarischer Sekretär beim Bildungsminister                                                                                   | Jim Tunney            | FF       | 8. Juli 1977       | –        | 01. Januar 1978    |
| Staatsminister im Bildungsministerium                                                                                              | Jim Tunney            | FF       | 1. Januar 1978     | –        | 11. Dezember 1979  |
| Parlamentarischer Sekretär beim Minister für Post und Telegraphie Parlamentarischer Sekretär beim Minister für Verkehr und Energie | Thomas J. Fitzpatrick | FF       | 8. Juli 1977       | –        | 01. Januar 1978    |
| Staatsminister im Ministerium für Post und Telegraphie                                                                             | Thomas J. Fitzpatrick | FF       | 1. Januar 1978     | –        | 11. Dezember 1979  |
| Staatsminister im Ministerium für Verkehr und Energie                                                                              | Thomas J. Fitzpatrick | FF       | 1. Januar 1978     | –        | 15. Juli 1978      |
| Staatsminister im Ministerium für Tourismus und Verkehr                                                                            | Thomas J. Fitzpatrick | FF       | 15. Juli 1978      | –        | 11. Dezember 1979  |
| Parlamentarischer Sekretär beim Finanzminister                                                                                     | Pearse Wyse           | FF       | 8. Juli 1977       | –        | 01. Januar 1978    |
| Staatsminister im Finanzministerium                                                                                                | Pearse Wyse           | FF       | 1. Januar 1978     | –        | 11. Dezember 1979  |
| Staatsminister im Ministerium für Umwelt                                                                                           | John O’Leary          | FF       | 1. Januar 1978     | –        | 11. Dezember 1979  |
| Parlamentarischer Sekretär beim Landwirtschaftsminister                                                                            | Thomas Hussey         | FF       | 8. Juli 1977       | –        | 01. Januar 1978    |
| Staatsminister im Landwirtschaftsministerium                                                                                       | Thomas Hussey         | FF       | 1. Januar 1978     | –        | 11. Dezember 1979  |
| Parlamentarische Sekretärin beim Minister für Industrie und Handel                                                                 | Máire Geoghegan-Quinn | FF       | 8. Juli 1977       | –        | 01. Januar 1978    |
| Staatsministerin im Ministerium für Industrie und Handel                                                                           | Máire Geoghegan-Quinn | FF       | 1. Januar 1978     | –        | 11. Dezember 1979  |

## Umbesetzungen
Das Ministerium für lokale Verwaltung wurde am 16. August 1977 in Umweltministerium umbenannt.
Am 23. September 1977 wurde das Ministerium für Verkehr und Energie in Ministerium für Tourismus und Verkehr und das Ministerium für Industrie und Handel in Ministerium für Industrie, Handel und Energie umbenannt.
Das Ministerium für Fischerei wurde am 15. Juli 1978 in Ministerium für Fischerei und Forsten umbenannt.
Mit dem Ministers and Secretaries (Amendment) (No. 2) Act 1977 wurden die bisherigen Parlamentarischen Sekretäre durch Staatsminister ersetzt. Anwendung fand das Gesetz zum 1. Januar 1978.
Der Minister ohne Portfolio, Martin O’Donoghue, übernahm am 13. Dezember 1977 das neu geschaffene Ministerium für Wirtschaftsplanung und Entwicklung.
Der Staatsminister im Außenministerium, David Andrews, wurde am 1. Januar 1979 zusätzlich Staatsminister im Justizministerium.
Staatsminister Patrick Lalor wurde ins Europaparlament gewählt und trat am 1. Juli 1979 zurück. Sein Nachfolger als Staatsminister beim Taoiseach und im Verteidigungsministerium wurde Michael Woods.